# Doktorska disertacija
Teza ili disertacija je dokument podnesen kao podrška kandidaturi za stepen akademske diplome ili profesionalnu kvalifikaciju sa predstavljanjem autorovog istraživanja i nalaza. U nekim se kontekstima reč „teza” ili kognat se koristi za deo dodiplomskog ili magistarskog kursa, dok se „disertacija“ obično primenjuje na doktorat. U drugim kontekstima može da važi i obrnuto. Izraz diplomski rad se ponekad koristi kako bi se označili magistarski radovi i doktorske disertacije.
Zahtevana složenost ili kvalitet istraživanja teze ili disertacije može se razlikovati zavisno od države, univerziteta ili programa, i zahtevani minimalni period studija može značajno varirati u trajanju. Reč „disertacija” ponekad se može koristiti za opisivanje traktata nevezanog sa sticanjem akademske diplome. Izraz „teza” se takođe koristi za označavanje opšte tvrdnje eseja ili sličnog dela.

## Etimologija
Izraz „teza” potiče od grčkog θέσις, što znači „nešto izneto”, i odnosi se na intelektualni predlog. „Disertacija” dolazi od latinskog dissertātiō, što znači „diskusija”. Aristotel je bio prvi filozof koji je definisao termin teza. 
„Teza je pretpostavka nekog eminentnog filozofa koja se sukobljava sa opštim mišljenjem ... jer bi obraćanje pažnje kad bilo koja obična osoba izrazi stavove suprotne uobičajenim mišljenjima ljudi bilo glupo”.
 Za Aristotela bi teza bila stoga pretpostavka koja je izneta u suprotnosti sa opštim mišljenjem ili izražava neslaganje sa drugim filozofima. Pretpostavka je izjava ili mišljenje koje može ili ne mora biti istinito u zavisnosti od evidencije i/ili dokaza koji se nude. Svrha disertacije je na taj način da se iznesu dokazi zašto se autor ne slaže sa drugim filozofima ili sa opštim mišljenjem.

## Struktura i stil prezentacije

### Struktura
Teza (ili disertacija) može se urediti kao teza objavljivanjem ili monografija, sa ili bez priloženih radova, respektivno, mada mnogi diplomski programi omogućavaju kandidatima da predaju prilagođenu zbirku objavljenih radova. Obična monografija ima naslovnu stranicu, apstrakt, pregled sadržaja, obuhvata različita poglavlja poput uvoda, pregleda literature, metodologije, rezultata, diskusije i bibliografije ili češće sekciju sa referencama. One se razlikuju po svojoj strukturi u skladu sa mnogo različitih oblasti studija (umetnosti, humanističke nauke, društvene nauke, tehnologija, prirodne nauke, itd) i razlika među njima. U tezi po publikaciji, poglavlja predstavljaju uvodni i sveobuhvatni pregled priloženih objavljenih i neobjavljenih dokumenata.
Disertacije obično izveštavaju o istraživačkom projektu ili studiji, ili proširenoj analizu teme. Struktura teze ili disertacije objašnjava svrhu, prethodnu istraživačku literaturu koja zavisi od teme studije, korišćene metode i nalaze projekta. Većina svetskih univerziteta koristi format sa više poglavlja:
a) uvod: koji uvodi temu istraživanja, metodologiju, kao i njen obim i značaj
b) pregled literature: pregled relevantne literature i pokazivanje kako je ovo informisalo o istraživačkom pitanju
c) poglavlje o metodologiji, koje objašnjava kako je istraživanje dizajnirano i zašto su izabrane istraživačke metode/populacija/prikupljanje i analiza podataka
d) poglavlje o nalazima: koje izlaže nalaze samog istraživanja
e) poglavlje o analizi i rasprava: analiza nalaza i rasprava o njima u kontekstu pregleda literature (ovo poglavlje se često deli na dva - analiza i diskusija)
f) zaključak: koji pokazuje zaključak ili odluku dostignutu tezom

### Stil
Institucije koje dodeljuju diplome često određuju svoj stil koji kandidati moraju da poštuju prilikom pripreme dokumenta teze. Pored različitih stilova, specifičnih za instituciju, postoje brojni nacionalni i međunarodni standardi i preporuke za predstavljanje teza u datom polju, na primer ISO 7144. Ostali važeći međunarodni standardi uključuju ISO 2145 o brojevima sekcija, ISO 690 o bibliografskim referencama i ISO 31 o količinama ili jedinicama.
Neki stariji stilovi ustanova određuju da naslovna materija (naslovna stranica, apstrakt, sadržaj, itd) mora da koristi zaseban niz brojeva stranica od glavnog teksta, koristeći rimske brojeve. Merodavni međunarodni standard i mnogi noviji vodiči za stil prepoznaju da ova praksa dizajniranja knjiga može izazvati zbrku kada čitaoci elektronskog dokumenta kontinuirano numerišu sve stranice dokumenta od prve stranice, nezavisno od bilo kojeg štampanog broja stranica. Oni, prema tome, izbegavaju tradicionalni odvojeni niz brojeva za prednju materiju i zahtevaju jedan red arapskih brojeva koji počinju sa 1 za prvu štampanu stranicu (rekto naslovne stranice).
Prezentacioni zahtevi, uključujući paginaciju, raspored, tip i boju papira, upotrebu beskiselinskog papira (gde će kopija disertacije postati stalni deo bibliotečke kolekcije), veličine papira, redosleda komponenti i stila citiranja, službenik koji vrši prihvat proverava stranicu po stranicu pre nego što teza bude prihvaćena i izda se potvrda.
Međutim, nisu uvek potrebni strogi standardi. Na primer, većina italijanskih univerziteta ima samo opšte zahteve za veličinu slova i format stranice, i ostavljaju mnogo slobode za stvarne tipografske detalje.

## Komisija za tezu
Komisija za tezu ili disertaciju je komisija koja nadzire studentsku disertaciju. U SAD-u se te komisije obično sastoje od primarnog nadzornika ili savetnika, i dva ili više članova odbora koji nadgledaju napredak disertacije, a mogu takođe da deluju kao ispitni odbor ili žiri pri usmenom ispitivanju teze.
Na većini univerziteta, odbor bira student u saradnji sa svojim primarnim savetnikom, obično po završetku sveobuhvatnih pregleda ili sastanka s prospektom, i može se sastojati od članova komisije. Članovi komisije su doktori iz svoje oblasti (bilo da je to PhD ili neko drugo imenovanje) i imaju zadatak da pročitaju disertaciju, daju predloge za izmene i poboljšanja, i prisustvuju odbrani. Ponekad barem jedan član komisije mora biti profesor na odeljenju koje se razlikuje od onog na kome je student.